# Fareham
Fareham es una ciudad del distrito de Fareham, en el condado de Hampshire (Inglaterra). Según el censo de 2011, Fareham tenía 42.210 habitantes, municipio de Fareham tenía 111.581 habitantes. Está listado en el Domesday Book como Fernham.